# 421 (tal)
421 är det naturliga heltal som följer 420 och följs av 422.

## Matematiska egenskaper
- 421 är ett primtal[1].
- 421 är ett udda tal.
- 421 är ett centrerat kvadrattal.

## Inom vetenskapen
- 421 Zähringia, en asteroid.